# Giovanni Badalini
Giovanni Badalini (Chiaravalle, 19 giugno 1916 – Zerba, 22 febbraio 1996) è stato un militare e aviatore italiano, decorato di medaglia d'oro al valor militare a vivente nel corso della seconda guerra mondiale, dove in forza al 50º Gruppo Autonomo aveva compiuto oltre 180 missioni belliche, per le quali aveva ottenuto due Medaglie d'argento, una di bronzo e due Croci di guerra al valor militare.

## Biografia
Nacque a Chiaravalle, provincia di Ancona, il 19 giugno 1916. Conseguì il diploma di perito industriale nel 1935 presso l'Istituto industriale di Fermo, e l'anno successivo si arruolò volontario nella Regia Aeronautica in qualità di allievo ufficiale pilota. Conseguì il brevetto di pilota d'aeroplano sull'aeroporto di Pescara nel mese di dicembre, ed ottenne la nomina a primo aviere pilota nel gennaio 1937. Nell'agosto successivo conseguì il brevetto di pilota militare presso la Scuola di pilotaggio della Malpensa, e fu nominato sottotenente di complemento destinato al 10º Stormo Bombardamento Terrestre. Posto in congedo nel 1938, frequentò successivamente a Roma il corso di perfezionamento per piloti di linea. Richiamato in servizio attivo nel giugno 1940, all'atto dell'entrata in guerra del Regno d'Italia e promosso tenente, partecipò, dal primo giorno, alle operazioni belliche in servizio presso il 50º Gruppo Autonomo B.T. ottenendo anche due encomi. Raccolto in mare dal nemico dopo il combattimento del 13 luglio 1943, quando il suo aereo venne abbattuto, venne portato in un campo di prigionia, da dove fu rilasciato nell'ottobre del 1943, dopo la firma dell'armistizio di Cassibile. Offertosi di combattere contro i tedeschi, venne assegnato all'88º Gruppo Bombardamento Notturno nel maggio 1944, passando nel mese di luglio alla 260ª Squadriglia, 28º Gruppo, dello Stormo Baltimore in forza alla Aeronautica Cobelligerante Italiana e fu collocato in congedo il 30 luglio 1945. Si spense a Zerba (Piacenza) il 22 febbraio 1996.